# إرنست هاموند
إرنست هاموند (بالإنجليزية: Ernest Hammond)‏ (29 يوليو 1850 في المملكة المتحدة - 31 يوليو 1921) هو لاعب كريكت بريطاني (وحمل سابقاً جنسية المملكة المتحدة لبريطانيا العظمى وأيرلندا). لعب مع نادي مقاطعة ساسكس للكركيت ‏.

## وصلات خارجية
- إرنست هاموند على موقع إي آس بي آن كريك إنفو (الإنجليزية)